# Misumenops nepenthicola
Misumenops nepenthicola is een spinnensoort uit de familie van de krabspinnen (Thomisidae).
De wetenschappelijke naam van de soort werd in 1898 als Misumena nepenthicola gepubliceerd door Reginald Innes Pocock.
De soort is een nepenthofiel en jaagt voornamelijk in de vangbekers van Nepenthes-planten.